# Escriptura de caixa única
Una escriptura de caixa única, també anomenat alfabet unicameral, monocameral, és un tipus d'escriptura que no distingeix entre minúscules i majúscules, és a dir, que té només una alçada de caixa per a cada caràcter. El persa, el kanarès, el tàmil, l'àrab, l'hebreu, el georgià i el coreà s'escriuen amb alfabets unicamerals, mentre que el llatí modern, el grec, el ciríl·lic i l'armeni són escriptura de dues caixes o bicamerals, perquè tenen dues alçades de caixa (caixa alta i caixa baixa) per a cada lletra, com per exemple: B/b, Β/β, Б/б, Բ/բ.
Alguns especialistes suposen que tots els alfabets de dues caixes van ésser primer monocamerals. El llatí, per exemple, s'escrivia com a alfabet d'una sola caixa a l'època de l'Imperi romà, alfabet que correspon més o menys a la caixa alta (majúscules i capitals) de l'alfabet llatí actual; posteriorment els escribes van desenvolupar nous jocs de símbols per a la resta dels textos, que han esdevingut la caixa baixa de l'alfabet llatí.
L'alfabet georgià, d'altra banda, ha tingut una evolució inversa: a l'edat mitjana, el georgià disposava també de dos jocs de caràcters com una escriptura bicameral, però l'ús d'aquestes dues caixes va desembocar posteriorment a un sistema unicameral. La forma eclesiàstica de l'alfabet georgià, el khutsuri, tenia una caixa alta anomenada asomtavruli (equiparable a les capitals del llatí) i una caixa baixa anomenada nuskhuri (equiparable a les minúscules llatines). D'aquest nuskhuri en va sortir un alfabet profà unicameral, el mkhedruli, que és l'alfabet georgià utilitzat actualment.